# PPGA
PPGA (ang. Plastic Pin Grid Array) – wersja obudowy mikroprocesorów przeznaczona do montażu w podstawce Socket 370, stosowana w procesorach Celeron opartych na rdzeniu Mendocino – 66 MHz FSB: 300, 333, 366, 400, 433, 466, 500, 533 MHz.
Z obudowy tej korzystały także procesory VIA Cyrix III oparte na rdzeniu Samuel2, taktowane zegarami od 600 do 700 MHz. 